# 工藤綾乃 (歌手)
工藤 綾乃（くどう あやの、1994年5月7日-　）は、日本の演歌歌手、実業家である。山形県 山形市桧町出身。レーベルはAyano Records(PESOLA RECORDS)、所属は個人事務所の株式会社Sunflower綾乃。

## 経歴
歌手であった母親の影響で幼少期より民謡を習う。その後、数々の民謡大会で優勝し実績を作る。
2010年、高校1年生のときに出場した「弦哲也北区（きた）の演歌座2010」と題した第一回新人発掘オーディションで大賞を受賞し、作曲家・弦哲也の門下生としてレッスンを受ける。
2014年1月29日、「さくらんぼ 恋しんぼ」で徳間ジャパンコミュニケーションズよりデビュー。キャッチフレーズは「山形のひだまり娘」。
2018年、工藤と同じ東北出身の津吹みゆ・羽山みずきと女性演歌歌手ユニット「みちのく娘!」を結成。
2023年、「洗ひ髪」がオリコン週間演歌・歌謡曲シングルランキングで初登場1位を獲得。
2024年1月をもってデビュー以来10年余り所属していた徳間ジャパン及びアルデル・ジローから独立。個人事務所・株式会社sunfloer綾乃を設立し、代表を務める。また、独立後から芸名を本名の「工藤綾乃」表記に改めた。同年8月10日、独立後初のシングル「ぶんちょう恋物語（ラブストーリー）」をリリース。

## 人物
- 身長155cm、血液型はO型。
- 元恩師・弦哲也は工藤の歌声を「昭和の忘れ物」と称し、「ふるさとの景色」や「懐かしい思い出」を連想させた心に残る歌手であると太鼓判を押していた[9]。
- 趣味は民謡・太鼓・スポーツ全般。特技は料理[10]。
- 実家の隣りで父親と母親が惣菜屋を営んでいる。
- 10歳以上離れた兄がいる。

## 受賞歴
- 2002年 第5回紅花摘み唄コンクール全国大会 少年少女の部 最優秀賞
- 2002年 第27回山形県民謡選手権大会 最優秀賞
- 2006年 第49回山形県民謡王座決定大会 少年少女の部 優勝
- 2009年 第52回山形県民謡王座決定大会 少年少女の部 優勝
- 2010年 弦哲也「北区の演歌座2010」第一回新人発掘オーディション 大賞
- 2011年 NHKのど自慢山形県天童大会チャンピオン[11]

## ディスコグラフィ

### シングル
- 工藤あやの名義（徳間ジャパン）

| # | 発売日         | 曲順 | タイトル               | 作詞       | 作曲       | 編曲       | オリコン 最高順位 | 規格品番            |
| - | -------------- | ---- | ---------------------- | ---------- | ---------- | ---------- | ----------------- | ------------------- |
| 1 | 2014年 1月29日 | 01   | さくらんぼ 恋しんぼ    | たかたかし | 弦哲也     | 南郷達也   | -                 | TKCA-90597          |
| 1 | 2014年 1月29日 | 02   | 北風の詩               | たかたかし | 弦哲也     | 矢田部正   | -                 | TKCA-90597          |
| 2 | 2015年 2月4日  | 01   | 花咲く丘               | 高田ひろお | 弦哲也     | 南郷達也   | -                 | TKCA-90670          |
| 2 | 2015年 2月4日  | 02   | 母娘花笠               | 高田ひろお | 弦哲也     | 矢田部正   | -                 | TKCA-90670          |
| 3 | 2016年 3月9日  | 01   | 故郷さん、あいたいよ   | たかたかし | 弦哲也     | 南郷達也   | 40位              | TKCA-90758 (通常盤) |
| 3 | 2016年 3月9日  | 02   | わたしの太陽           | たかたかし | 弦哲也     | 南郷達也   | 40位              | TKCA-90758 (通常盤) |
| 3 | 2016年 9月7日  | 02   | 瀬戸の花嫁             | 山上路夫   | 平尾昌晃   | 矢田部正   | 40位              | TKCA-90844 (特別盤) |
| 3 | 2016年 9月7日  | 03   | わたしの彼は左きき     | 千家和也   | 筒美京平   | 矢田部正   | 40位              | TKCA-90844 (特別盤) |
| 3 | 2016年 9月7日  | 04   | PIECE OF MY WISH       | 岩里祐穂   | 上田知華   | 岩本正樹   | 40位              | TKCA-90844 (特別盤) |
| 4 | 2017年 4月12日 | 01   | 恋ごよみ               | 三浦徳子   | 弦哲也     | 若草恵     | 31位              | TKCA-90892 (通常盤) |
| 4 | 2017年 4月12日 | 02   | ときめきロマンス       | 三浦徳子   | 弦哲也     | 若草恵     | 31位              | TKCA-90892 (通常盤) |
| 4 | 2017年 10月4日 | 02   | 風は秋色               | 三浦徳子   | 小田裕一郎 | 矢田部正   | 31位              | TKCA-90991 (特別盤) |
| 4 | 2017年 10月4日 | 03   | セカンド・ラブ         | 来生えつこ | 来生たかお | 矢田部正   | 31位              | TKCA-90991 (特別盤) |
| 4 | 2017年 10月4日 | 04   | 秋桜                   | さだまさし | さだまさし | 矢田部正   | 31位              | TKCA-90991 (特別盤) |
| 5 | 2019年 1月30日 | 01   | 恋微熱JIN JIN JIN      | 渡辺なつみ | 向井浩二   | 若草恵     | -                 | TKCA-91137          |
| 5 | 2019年 1月30日 | 02   | わたしは今日も元気です | 結木瞳     | 向井浩二   | 矢田部正   | -                 | TKCA-91137          |
| 6 | 2019年 11月6日 | 01   | 大阪花吹雪             | 二宮康     | 弦哲也     | 伊戸のりお | 36位              | TKCA-91214          |
| 6 | 2019年 11月6日 | 02   | エゴイスト             | 渡辺なつみ | 向井浩二   | 馬飼野俊一 | 36位              | TKCA-91214          |
| 7 | 2022年 1月26日 | 01   | 白糸恋情話             | 原文彦     | 弦哲也     | 若草恵     | 21位              | TKCA-91388          |
| 7 | 2022年 1月26日 | 02   | 手紙                   | 向井浩二   | 向井浩二   | 矢田部正   | 21位              | TKCA-91388          |
| 7 | 2022年 1月26日 | 03   | 山形育ち               | 山口岩男   | 山口岩男   | 矢田部正   | 21位              | TKCA-91388          |
| 8 | 2023年 1月18日 | 01   | 洗ひ髪                 | 原文彦     | 弦哲也     | 若草恵     | 8位               | TKCA-91475          |
| 8 | 2023年 1月18日 | 02   | 加賀友禅燈ろう流し     | 麻こよみ   | 弦哲也     | 伊戸のりお | 8位               | TKCA-91475          |

- 工藤綾乃名義（Ayano Records / PESOLA Records）

| # | 発売日         | 曲順 | タイトル         | 作詞   | 作曲     | 編曲     | 規格品番  |
| - | -------------- | ---- | ---------------- | ------ | -------- | -------- | --------- |
| 1 | 2024年 8月10日 | 01   | ぶんちょう恋物語 | 柴田徹 | 山口岩男 | 山口岩男 | PSRC-0005 |

### アルバム
| 発売日        | タイトル                          | 規格品番   |
| ------------- | --------------------------------- | ---------- |
| 2018年10月3日 | 工藤あやの ファースト・アルバム   | TKCA-74713 |
| 2023年9月13日 | 工藤あやの シングル・コレクション | TKCA-75158 |

## 出演

### ラジオ
放送中
- 工藤綾乃の あやラジ（YBCラジオ：2018年7月3日 - 毎週火曜日11:30〜11:50 毎週土曜日18:40〜19:00(再) [注釈 2]
- スナックあやの（エフエムくらしき：第二土曜日22:00〜23:00）

過去に放送されていた番組
- 『ほんまもんだヨ！工藤あやのです』（ラジオ大阪：2020年1月2日 - 2023年6月29日、毎週木曜日21:00 - 21:30）
- 『んだっちゃラジオ！』（BAYFM78：2019年10月3日 - 2023年3月、毎週木曜日27:30〜27:55、「Song of Japan」の枠内で放送）
- 『井田・工藤の歌謡曲主義』（東海ラジオ：2019年10月19日 - 2022年3月19日、第三土曜日）
- 『歌謡曲主義 26時の歌謡曲』（東海ラジオ：2018年10月4日 - 2019年9月26日 木曜担当）
- 『ほんまもん!原田年晴です』（ラジオ大阪：2015年4月1日 - 2018年3月28日 水曜アシスタント）
- 『工藤あやのの よだかぽっぽぽー』（東海ラジオ）

### CM・広告
- 株式会社三洋（山形県三川町の包装資材会社、イメージキャラクター）
- サンエーフード山形「とんかつ とん八」（2025年 - ）[13]